# La Cité idéale (Urbino)

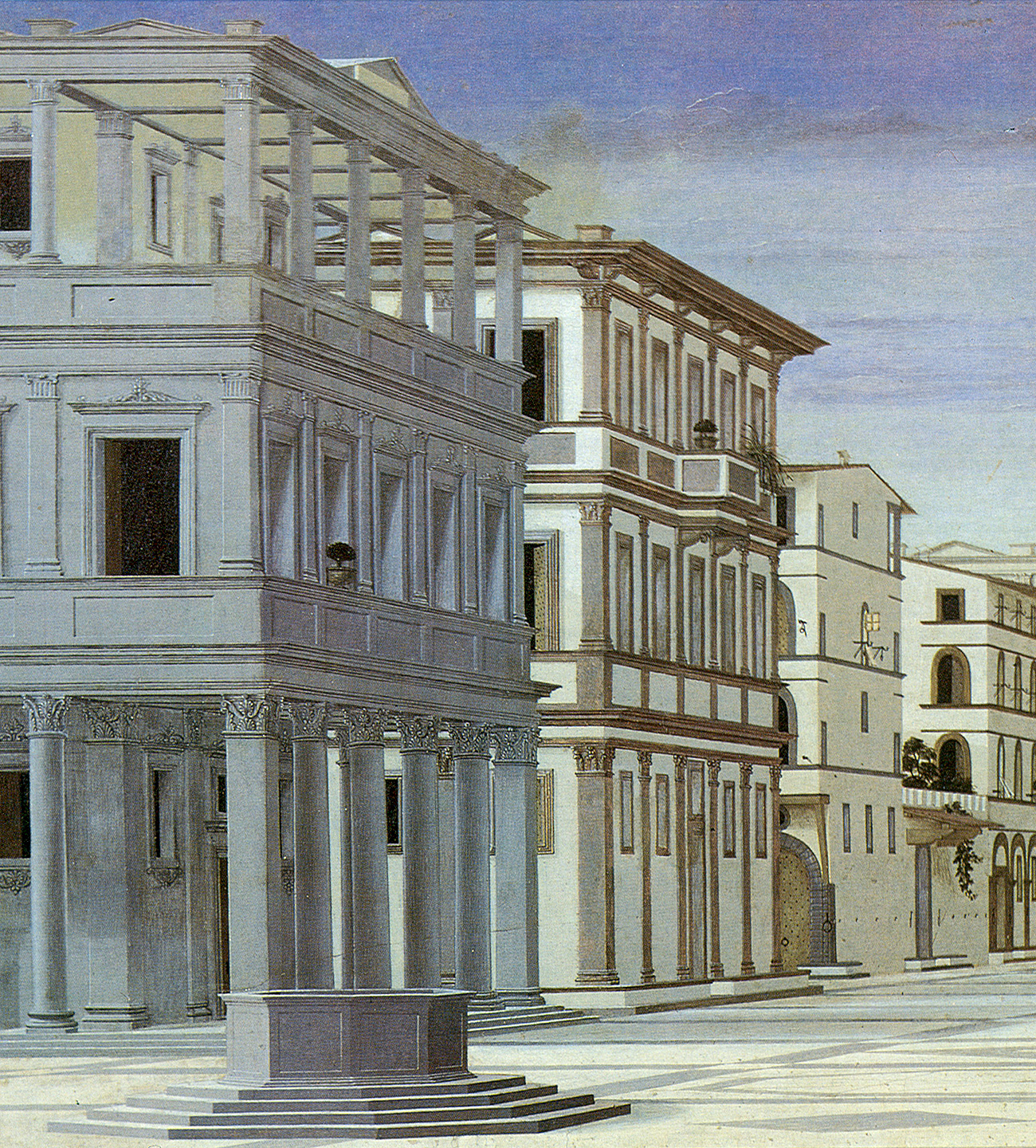
Détail des bâtiments de gauche.

La Cité idéale (dit aussi « panneau d'Urbino » pour le différencier de peintures similaires) est une œuvre  conservée et exposée  à la  Galerie nationale des Marches, sise au palais ducal d'Urbino. C'est une peinture à tempera sur bois de 67,5 × 239,5 cm réalisée entre 1480 et 1490 par un ou plusieurs auteurs inconnus, qu'on a supposé être Piero della Francesca, puis Luciano Laurana, puis Francesco di Giorgio Martini, ou encore Melozzo da Forlì ou Fra Carnevale, Giuliano da Sangallo, des peintres et architectes ayant fréquenté la cour de Frédéric III de Montefeltro.

## Historique
L'origine du tableau n'est pas connue avec certitude. Il pourrait avoir été commandé par un duc d'Urbino, par exemple Frédéric de Montefeltre. Cette hypothèse se fonde notamment sur la provenance du tableau, qui se trouvait dans l'église Sainte-Claire d'Urbino, rattachée à un couvent fondé par Élisabeth, fille de Frédéric. Il est souvent attribué à Francesco di Giorgio Martini, architecte de Frédéric, mais les noms de Piero della Francesca, Luciano Laurana, Giuliano da Sangallo ont été avancés, ainsi que celui de Leon Battista Alberti.

## Description
Construite autour d'une perspective à point de fuite central, occulté par une rotonde ou un tempietto, percée d'une porte entrouverte, la représentation est purement architecturale sans présence humaine. Les bâtiments latéraux, des habitations de style Renaissance alignées par le point de fuite, possèdent tous des fenêtres, des galeries à arcades au sol, des loggias en terrasse. Deux margelles de puits ou de réservoir complètent le tableau sur un sol carrelé de motifs géométriques
Les frontons des deux bâtiments du premier plan portent des inscriptions indéchiffrables semblant mélanger inscriptions latines et grecques. 
Quelques plantes transparaissent des terrasses ou des rebords de fenêtre et deux pigeons, sur une corniche à droite, sont les seules traces du vivant dans le décor proche (qui comporte malgré tout de nombreuses portes et fenêtres ouvertes ou entrebâillées). Au loin, des collines arborées et un pic montagneux habillent le fond  sur un ciel dégradé de blanc au bleu vers le haut avec quelques traces de nuage.

## Analyse
Les détails suivants marquent la nouveauté qu'était au XVe siècle la figuration de la perspective géométrique : 
- les cercles horizontaux sont représentés par des ellipses ;
- les plans verticaux de gauche et de droite ;
- le sol carrelé permet de mesurer les distances et les angles ;
- le ciel ressemble à un plafond horizontal dont la perspective est évoquée par des rangs de nuages parallèles dont l'intervalle respecte plus ou moins la règle de décroissance ;
- l'œil du peintre est à une hauteur compatible avec son passage par la porte du baptistère ;
- l'infini correspond à une porte entr'ouverte, ce qui suggère qu'il n'a aucune limite...

D'autres peintures italiennes contemporaines ont eu pour but de représenter la Cité idéale (avec un même point de vue monofocal centré) :

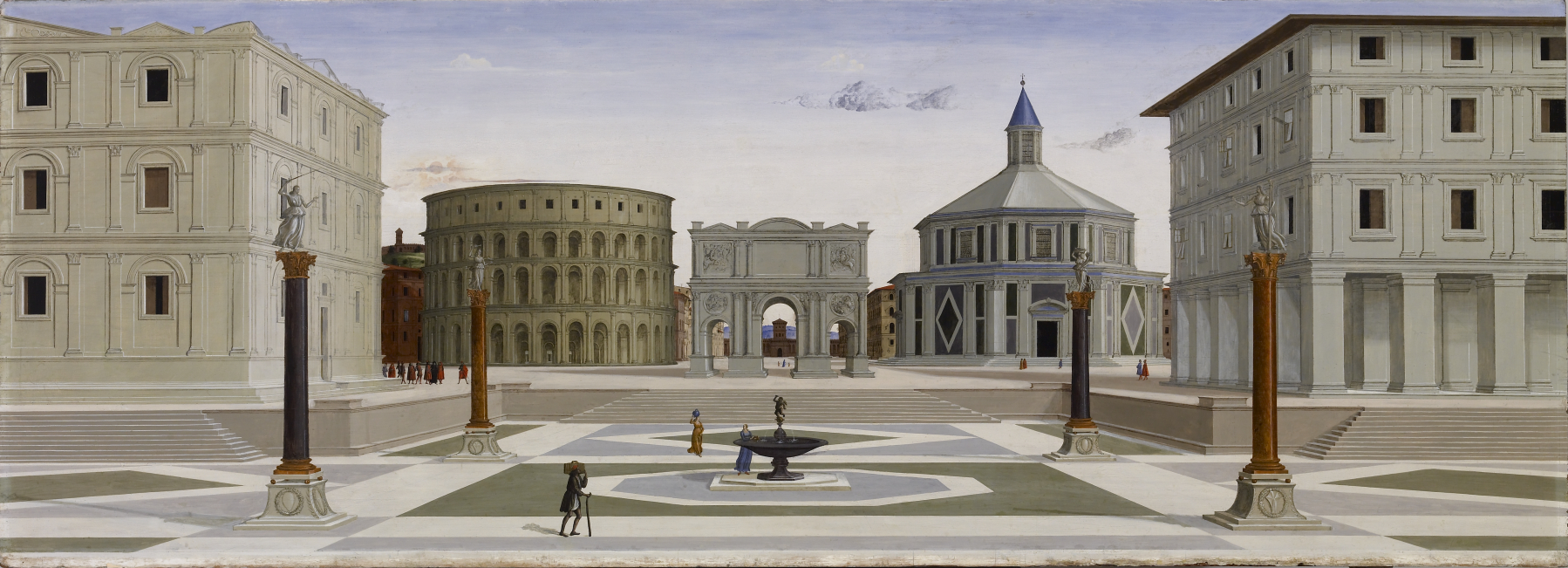
Panneau de Baltimore.

- la Veduta di città ideale (80,33 × 219,8 cm) dite « de Baltimore », au Walters Art Museum qui lui faisait (peut-être) pendant. Attribuée à Fra Carnevale[5], elle comporte un autre point de vue vers la rotonde précédente mais avec la révélation de la présence d'un amphithéâtre et d'un arc de triomphe central, d'une fontaine et surtout de personnages ;

- la Veduta di città ideale (124 × 234 cm) (1477) dite « de Berlin », à la Gemäldegalerie. Attribuée notamment à Francesco di Giorgio Martini[3], elle se différencie par un point de fuite ouvert vers un horizon marin, vu depuis une galerie à colonnes.

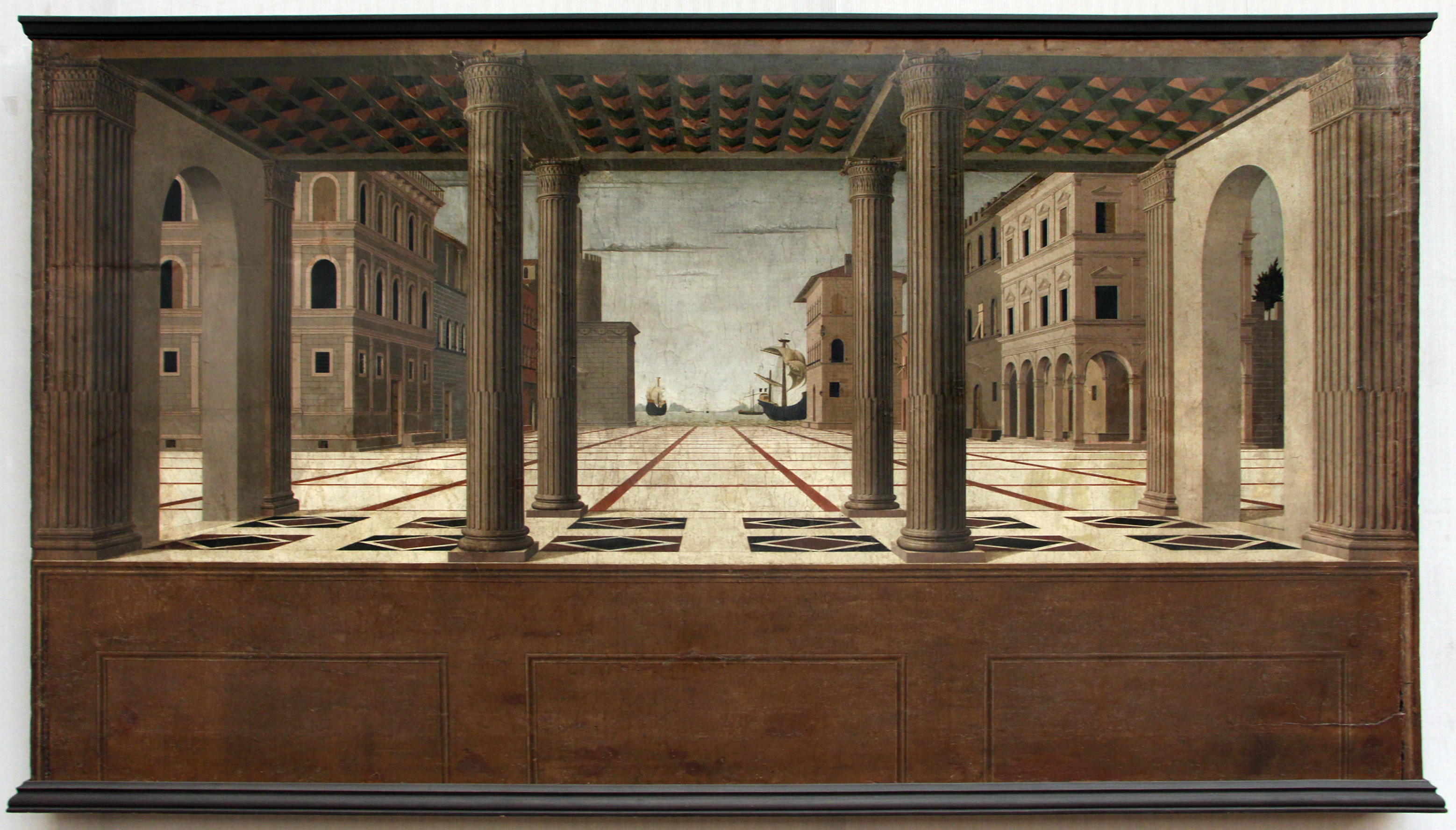
Panneau de Berlin.